# Chalcidoptera contraria
Chalcidoptera contraria là một loài bướm đêm trong họ Crambidae.